# 1610 en France
Chronologie de la France
- 1606
- 1607
- 1608
- 1609
- 1610
- 1611
- 1612
- 1613
- 1614

## Événements
- 29 janvier : Guillaume Le Gouverneur est nommé évêque de Saint-Malo. Il le reste jusqu'à sa mort en 1630[1].

- 11 février : traité de Halle entre Henri IV et l’union des princes protestants[2].

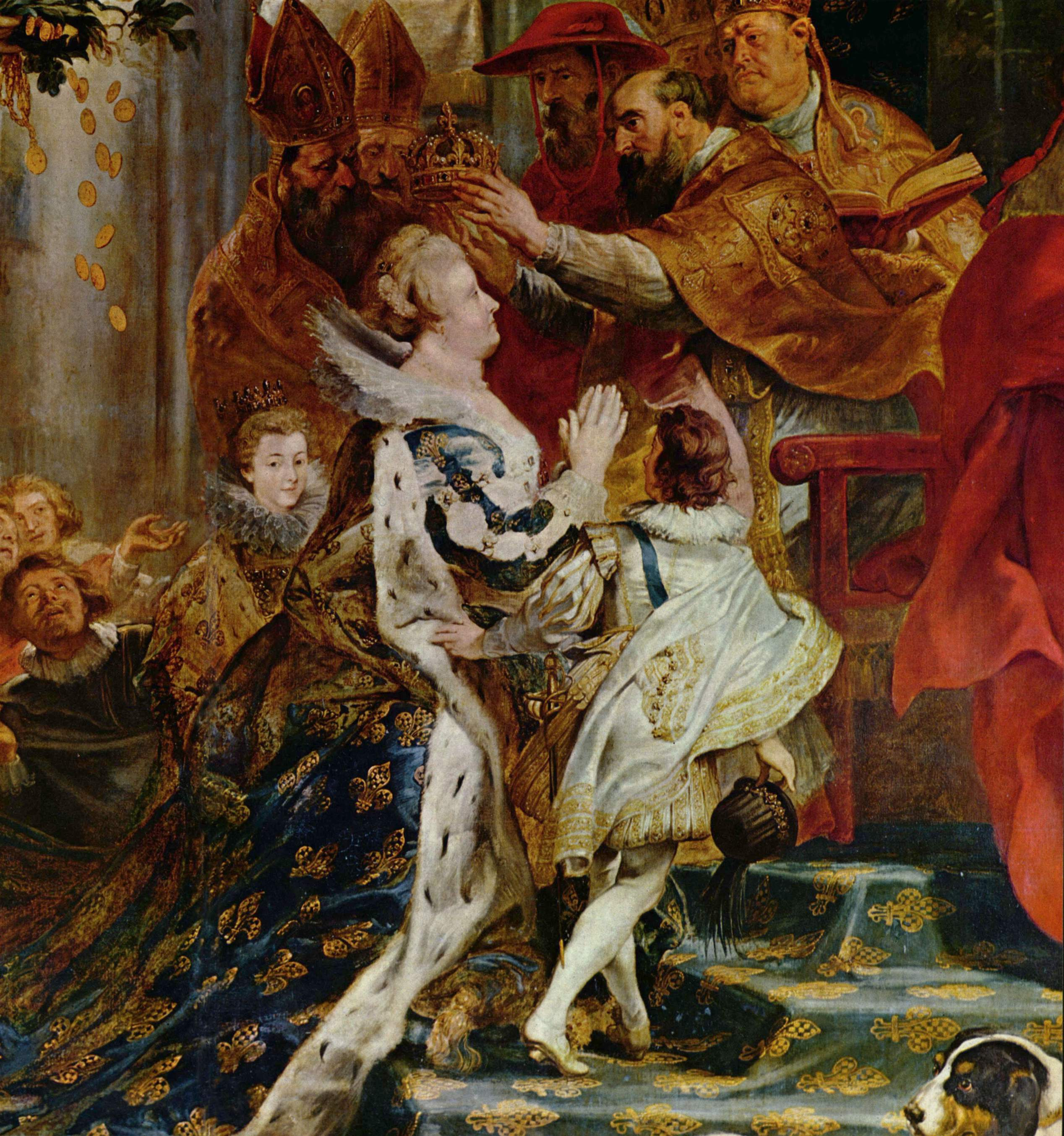
Le sacre de Marie de Médicis, par Rubens.

- 20 mars : le roi nomme Marie de Médicis régente du royaume en son absence et désigne un conseil de régence de quinze personnes qui limite son pouvoir[3]. Il lève une armée de près de 100 000 hommes dont un fort détachement se dispose à marcher en direction de Juliers contre l’Espagne.

- 25 avril : traité de Bruzolo entre Henri IV et Charles-Emmanuel Ier de Savoie[2].

- 13 mai : sacre de Marie de Médicis à Saint-Denis, par le cardinal François de Joyeuse[3].
- 14 mai : assassinat du roi Henri IV par Jean-François Ravaillac, extrémiste catholique, à Paris[4]. L’affaire de la succession de Juliers et de Clèves met face à face la Sainte ligue et l’union évangélique. Henri IV se prépare à entrer en Allemagne pour secourir ses alliés protestants, mais son assassinat évite la guerre ouverte.

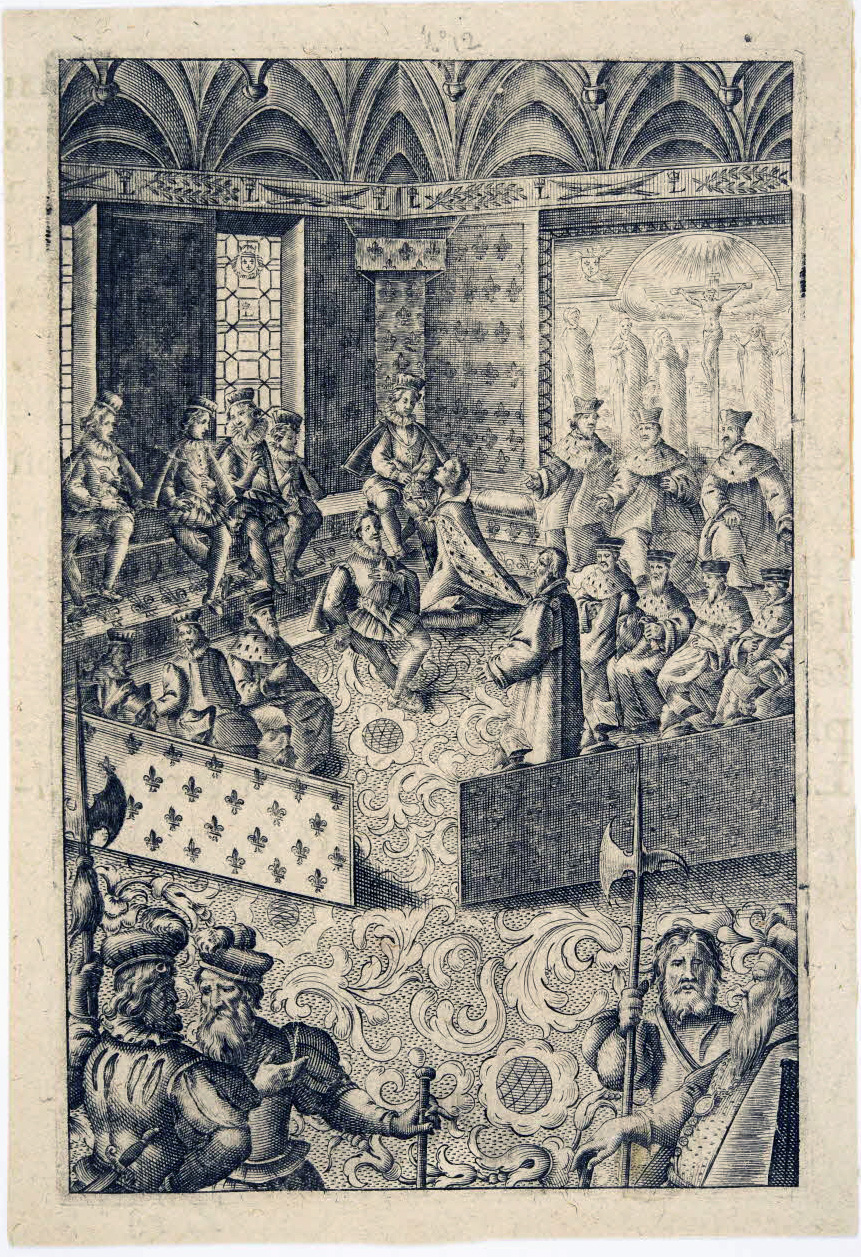
Lit de Justice tenu par Louis XIII au lendemain de la mort de son Père.

- 15 mai : le lit de justice proclame Louis XIII roi. Début du règne de Louis XIII, roi de France (jusqu’au 14 mai 1643) ; Marie de Médicis assure la régence de la couronne de France pendant sa minorité[3] (annoncée par le Parlement de Paris dès le 14 mai, fin en 1614). Léonora Dori et son époux Concino Concini ont un grand ascendant sur la reine, qui s’entoure également du juriste Louis Dolé et du médecin Claude Duret. D’anciens ministres d’Henri IV (Sillery, Jeannin, Villeroy, L’Aubespine) et certains diplomates étrangers (le nonce, les ambassadeurs d’Espagne, de Florence) sont associés au pouvoir. Marie se rapproche de l’Espagne et de Rome et le parti des Guise revient en grâce (Bellegarde, Epernon, Charles de Guise, Brissac)[5].
- 22 mai : déclaration royale qui confirme l’édit de Nantes[6].
- 27 mai : exécution de François Ravaillac[4].

- 16 juillet : Condé à Paris ; il quitte la Cour en septembre pour montrer son opposition à Concini. De Retour au Louvre début décembre, il se retire en Bourgogne le 17 ; Marie de Médicis exige son retour (29 décembre)[7].
- 26 juillet : Concino Concini devient conseiller d’État[8].

- 20 août : lettres patentes accordant aux jésuites l’entier exercice d’un enseignement public au collège de Clermont[9].
- 28 août : Louis XIII pose la première pierre du Collège Royal (collège de France)[10].
- 29 août : traité d’alliance entre la France et l’Angleterre signé à Londres[2]. Un mariage est prévu entre le prince de Galles et Marie Christine, fille de Marie de Médicis[11].

- 18 septembre : Concino Concini achète le marquisat d’Ancre[8].

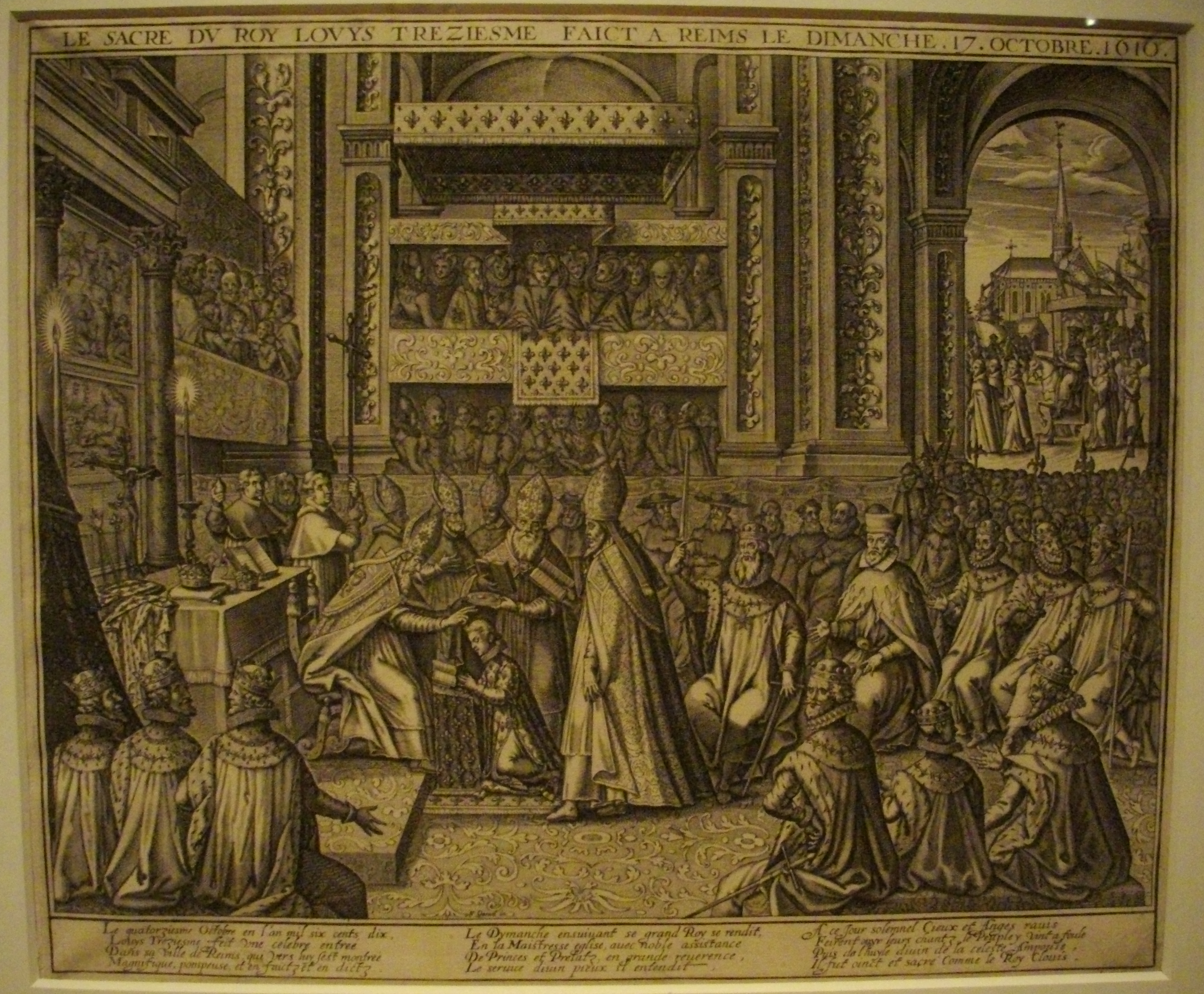
Albert Haelwegh, Sacre de Louis XIII, le 17 octobre 1610 : les onctions, eau-forte, v. 1610

- 17 octobre : Louis XIII est sacré à Reims par le cardinal François de Joyeuse, puis procède à des amnisties de prisonniers[12].

- 26 novembre : arrêt du Parlement de Paris contre le traité de Bellarmin, De Potestate Summi Pontilicis (traité de la Puissance du Souverain Pontife sur le Temporel), pour ultramontanisme. Devant l’opposition du nonce, la régente recule et le 30 novembre le Conseil d’État sursoit a l’exécution de cet arrêt[13].

- Le comté d’Auvergne est réuni à la couronne[14].